# Семёновский (муниципальный округ)
Семёновский — муниципальный округ в составе Адмиралтейского района Санкт-Петербурга.

## Границы округа
- от примыкания улицы Константина Заслонова к набережной Обводного канала до оси Обводного канала
- по оси Обводного канала до Московского проспекта
- по оси Московского проспекта до реки Фонтанки
- по оси реки Фонтанки до створа Бородинской улицы
- по оси Бородинской улицы до Загородного проспекта
- по оси Загородного проспекта до Звенигородской улицы
- по оси Звенигородской улицы до улицы Константина Заслонова

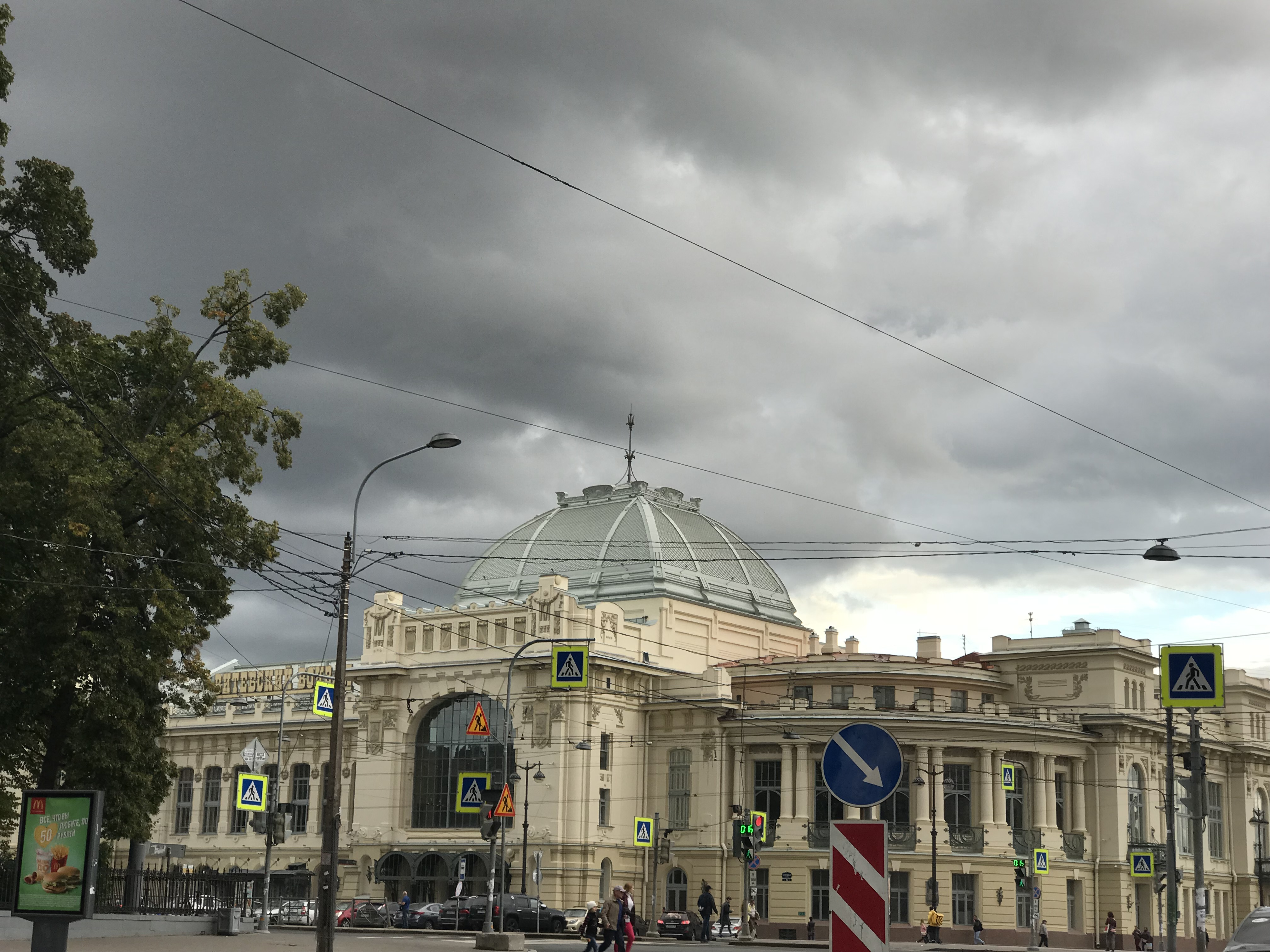
Витебский вокзал

- Витебский вокзалпо оси улицы Константина Заслонова до набережной Обводного канала.

## Население
| 2002    | 2010    | 2012    | 2013    | 2014    | 2015    | 2016    | 2017    | 2018    |
| ------- | ------- | ------- | ------- | ------- | ------- | ------- | ------- | ------- |
| 29 572  | ↘23 322 | ↗23 780 | ↗23 835 | ↗25 542 | ↘25 213 | ↘24 082 | ↗24 260 | ↘24 232 |
| 2019    | 2020    | 2021    | 2023    | 2024    | 2025    |         |         |         |
| ↘24 006 | ↘23 667 | ↘22 796 | ↘22 414 | ↘22 123 | ↘22 109 |         |         |         |